# Campeonato Mundial de Estrada de 2007
A 2ª edição do Campeonato Mundial de Estrada foi realizada em Udine, Itália, em 14 de outubro de 2007. No ano seguinte estes campeonatos voltaram a ter a designação de Campeonato Mundial de Meia Maratona.

## Resultados

### Corrida Masculina

#### Individual
| Posição | Competidor             | Nacionalidade | Tempo        |
| ------- | ---------------------- | ------------- | ------------ |
| 1       | Zersenay Tadese        | Eritreia      | 58:59 (CR)   |
| 2       | Patrick Makau Musyoki  | Quénia        | 59:02        |
| 3       | Evans Kiprop Cheruiyot | Quénia        | 59:05 (PB)   |
| 4       | Deriba Merga           | Etiópia       | 59:16 (PB)   |
| 5       | Yonas Kifle            | Eritreia      | 59:30 (PB)   |
| 6       | Dieudonné Disi         | Ruanda        | 59:32 (NR)   |
| 7       | Marilson dos Santos    | Brasil        | 59:33 (AR)   |
| 8       | Dickson Marwa          | Tanzânia      | 1:00:24 (PB) |
| 9       | Atsushi Sato           | Japão         | 1:00:25 (AR) |
| 10      | Cuthbert Nyasango      | Zimbabwe      | 1:00:26 (NR) |

#### Equipas
| Posição | País     | Competidores                                                                           |
| ------- | -------- | -------------------------------------------------------------------------------------- |
| 1       | Quénia   | Patrick Makau Musyoki (2º) Evans Kiprop Cheruiyot (3º) Robert Kipkorir Kipchumba (15º) |
| 2       | Eritreia | Zersenay Tadese (1º) Yonas Kifle (5º) Michael Tesfay (13º)                             |
| 3       | Etiópia  | Deriba Merga (4º) Raji Assefa (12º) Tariku Jufar (18º)                                 |
| 4       | Tanzânia | Dickson Marwa (8º) Fabiano Naasi (11º) Ezekiel Ngimba (19º)                            |
| 5       | Catar    | Ali Dawoud Sedam (14º) Mohammed Abduh Bakhet (21º) Ahmad Hassan Abdullah (24º)         |

### Corrida Feminina

#### Individual
| Posição | Competidora       | Nacionalidade | Tempo        |
| ------- | ----------------- | ------------- | ------------ |
| 1       | Lornah Kiplagat   | Países Baixos | 1:06:25 (WR) |
| 2       | Mary Keitany      | Quénia        | 1:06:48 (NR) |
| 3       | Pamela Chepchumba | Quénia        | 1:08:06 (PB) |
| 4       | Bezunesh Bekele   | Etiópia       | 1:08:07 (NR) |
| 5       | Atsede Habtamu    | Etiópia       | 1:08:29      |
| 6       | Everline Kimwei   | Quénia        | 1:08:39 (PB) |
| 7       | Chisato Osaki     | Japão         | 1:08:56 (PB) |
| 8       | Luminita Talpos   | Roménia       | 1:09:01 (PB) |
| 9       | Alice Timbilili   | Quénia        | 1:09:09      |
| 10      | Alina Gherasim    | Roménia       | 1:09:14 (SB) |

#### Equipas
| Posição | País    | Competidoras                                                  |
| ------- | ------- | ------------------------------------------------------------- |
| 1       | Quénia  | Mary Keitany (2ª) Pamela Chepchumba (3ª) Everline Kimwei (6ª) |
| 2       | Etiópia | Bezunesh Bekele (4ª) Atsede Habtamu (5ª) Atsede Baysa (11ª)   |
| 3       | Japão   | Chisato Osaki (7ª) Akane Taira (12ª) Yoshimi Ozaki (13ª)      |
| 4       | Roménia | Luminita Talpos (8ª) Alina Gherasim (10ª) Lidia Simon (18ª)   |
| 5       | Rússia  | Irina Timofeyeva (14ª) Alina Ivanova (15ª) Olga Glok (17ª)    |